# Route principale 29 (Suisse)
Pour les articles homonymes, voir H29 et Route 29.
La Route principale 29 est une route principale suisse reliant Samedan à Campocologno (frontière italienne) dans le canton des Grisons. Elle débute à Samedan en Haute-Engadine à l'intersection avec la route principale 27, puis remonte le Val Bernina pour atteindre le Col de la Bernina. Une fois le col franchit, la H29 rejoint le val Poschiavo puis la frontière italienne (SS38A).

## Parcours
- Intersection avec la  (Punt Muragl, commune de Samedan) vers Samedan, Celerina/Schlarigna et Saint-Moritz
  -  Pont sur le Flaz
  -  Pont sur l'Ova da Roseg
- Pontresina
  -  Pont sur l'Ova da Bernina
  -  Pont sur l'Ova da Bernina
  -  Pont sur l'Ova da Bernina
- Col de la Bernina (2 328 m)
  -  Pont sur le Val da Camp
- San Carlo
- Poschiavo
  -  Pont sur le Poschiavino
  -  Pont sur le Poschiavino
  -  Pont sur le Poschiavino
- Sant'Antonio
- La Prese
- Miralago
  -  Pont sur le Poschiavino
- Brusio
- Campascio
  -  Pont sur le Poschiavino
- Campocologno
- Frontière italienne
- vers Tirano (Lombardie)

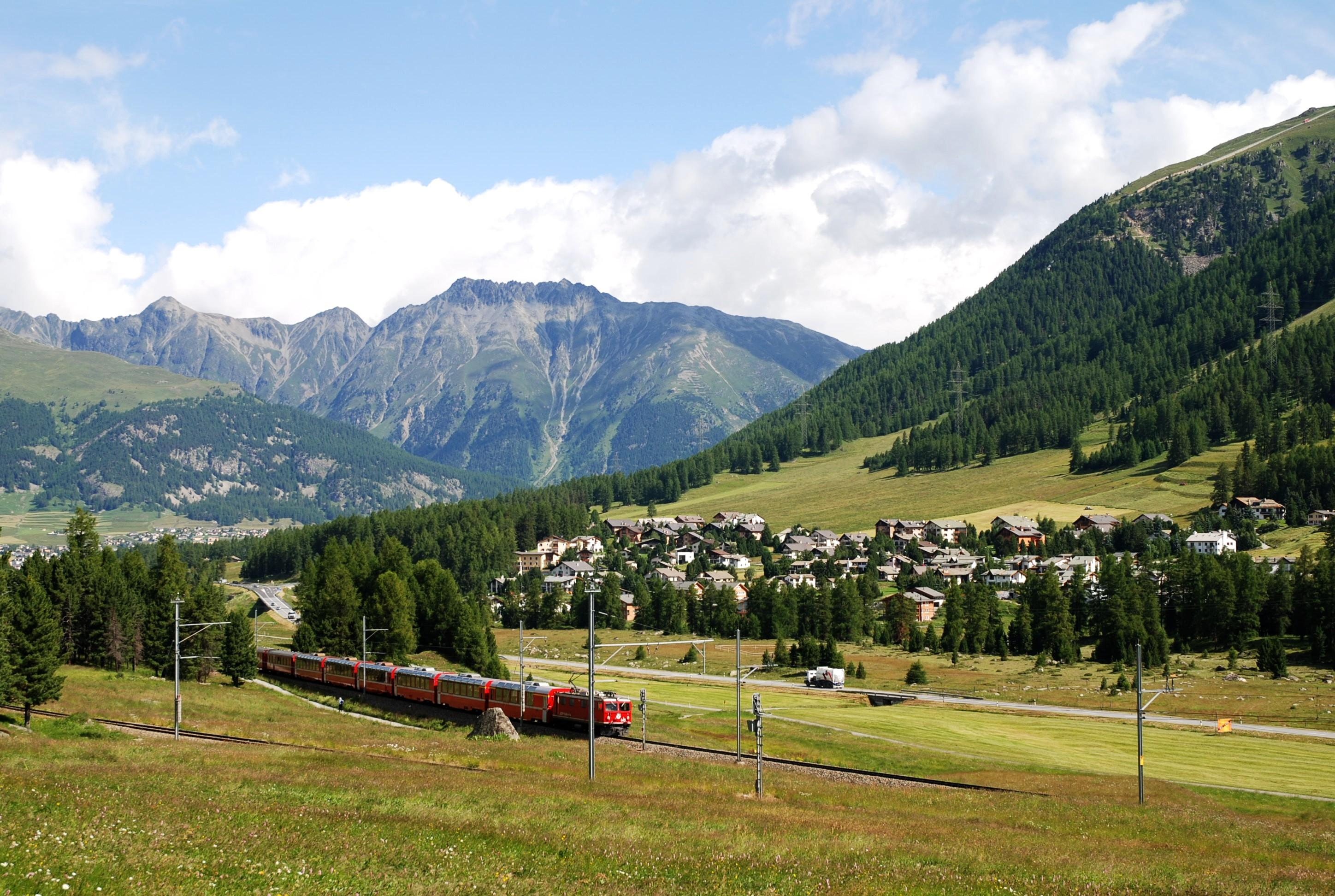
Un train du Bernina Express des RhB sur la ligne de la Bernina avec la H29 et Pontresina
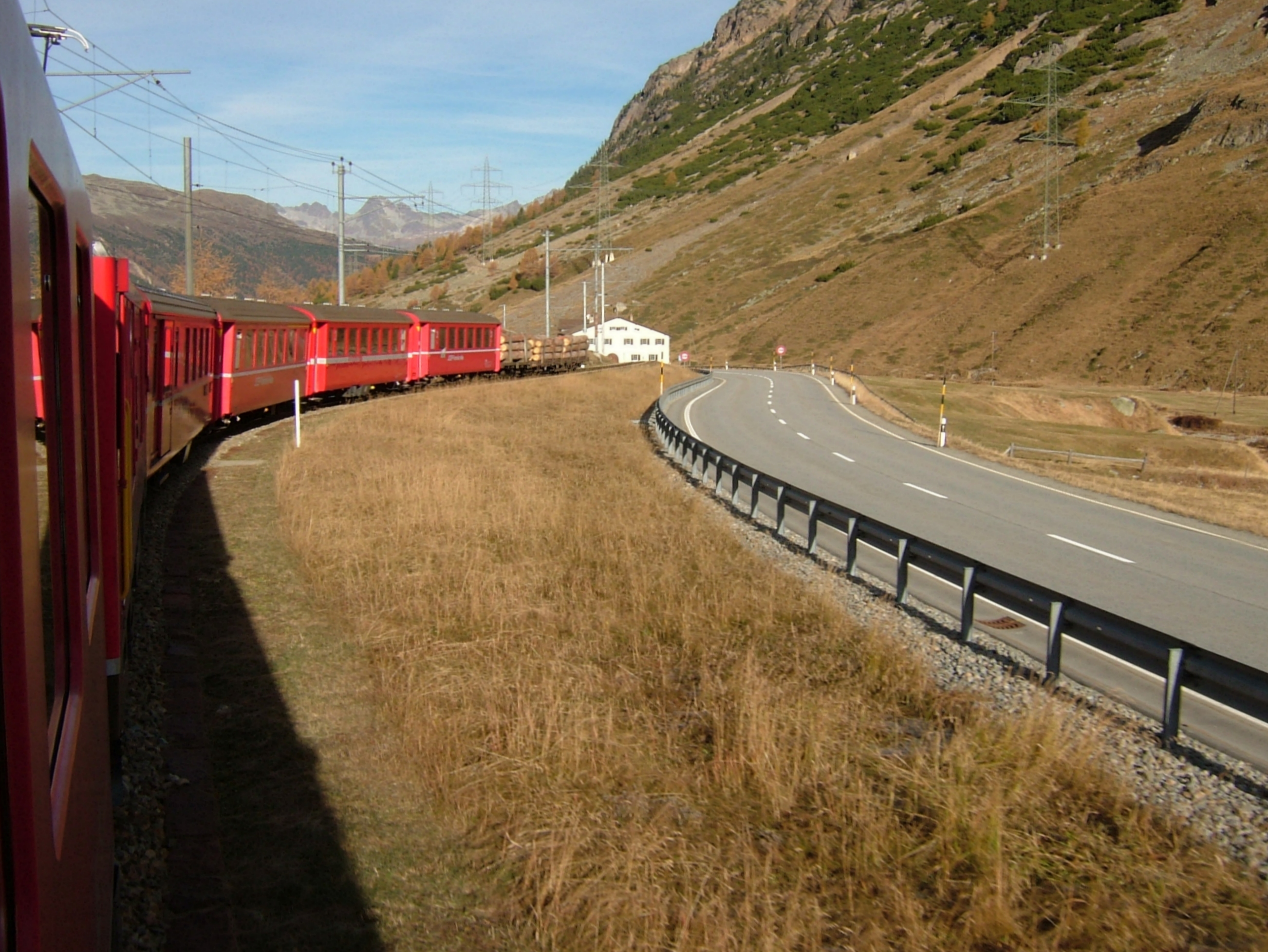
Entre Morteratsch et le col
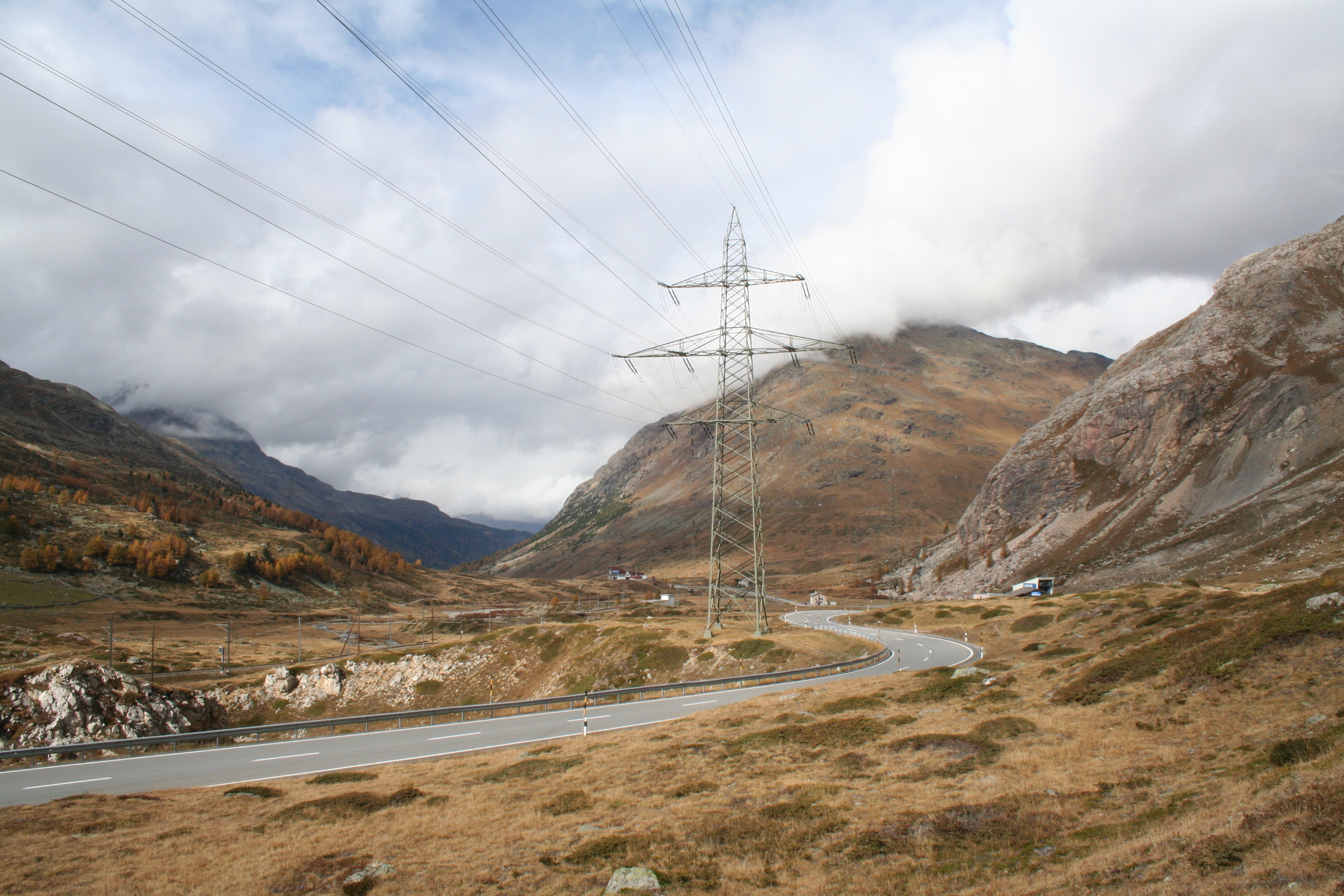
Le Val Bernina
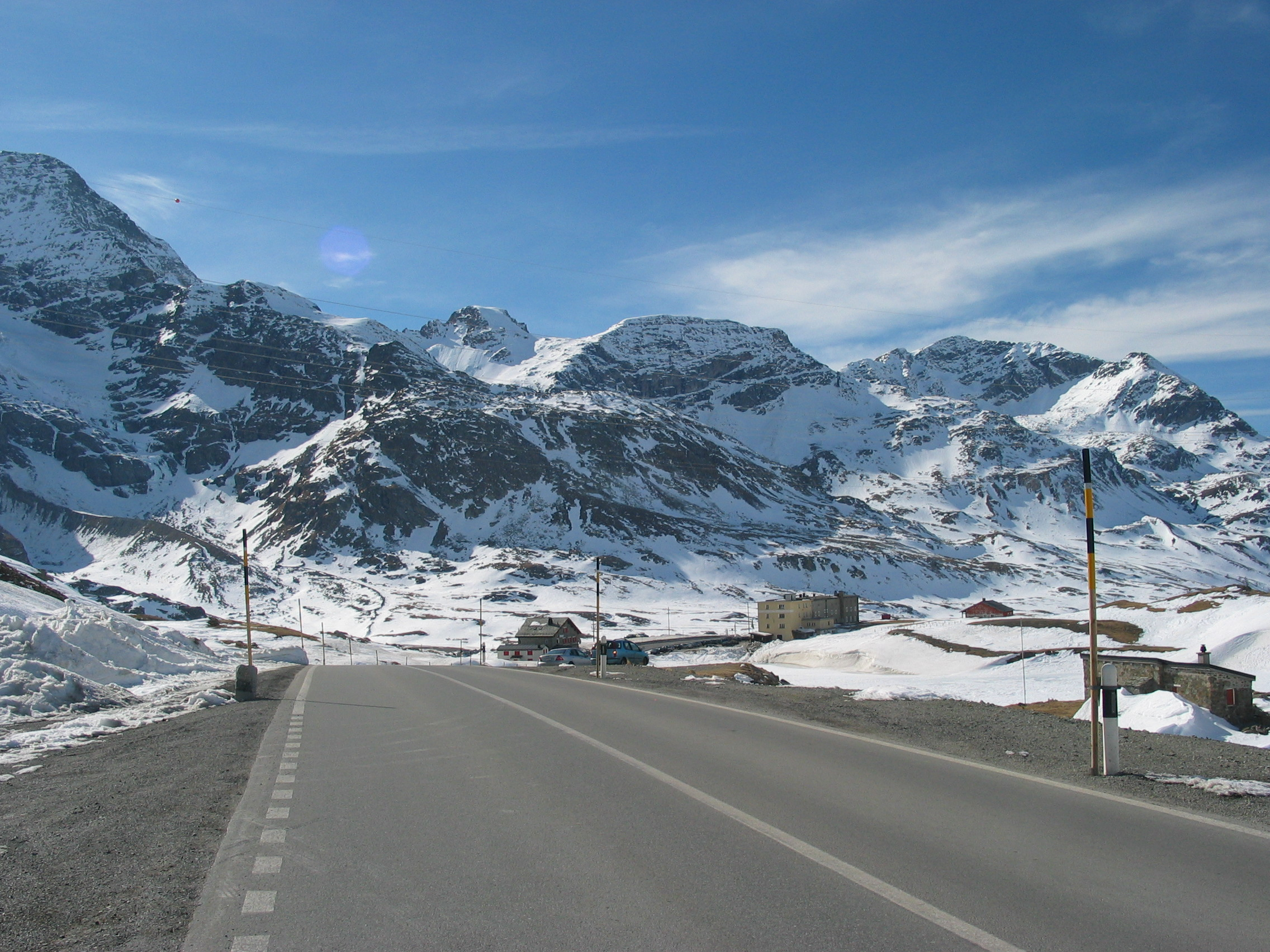
Col de la Bernina
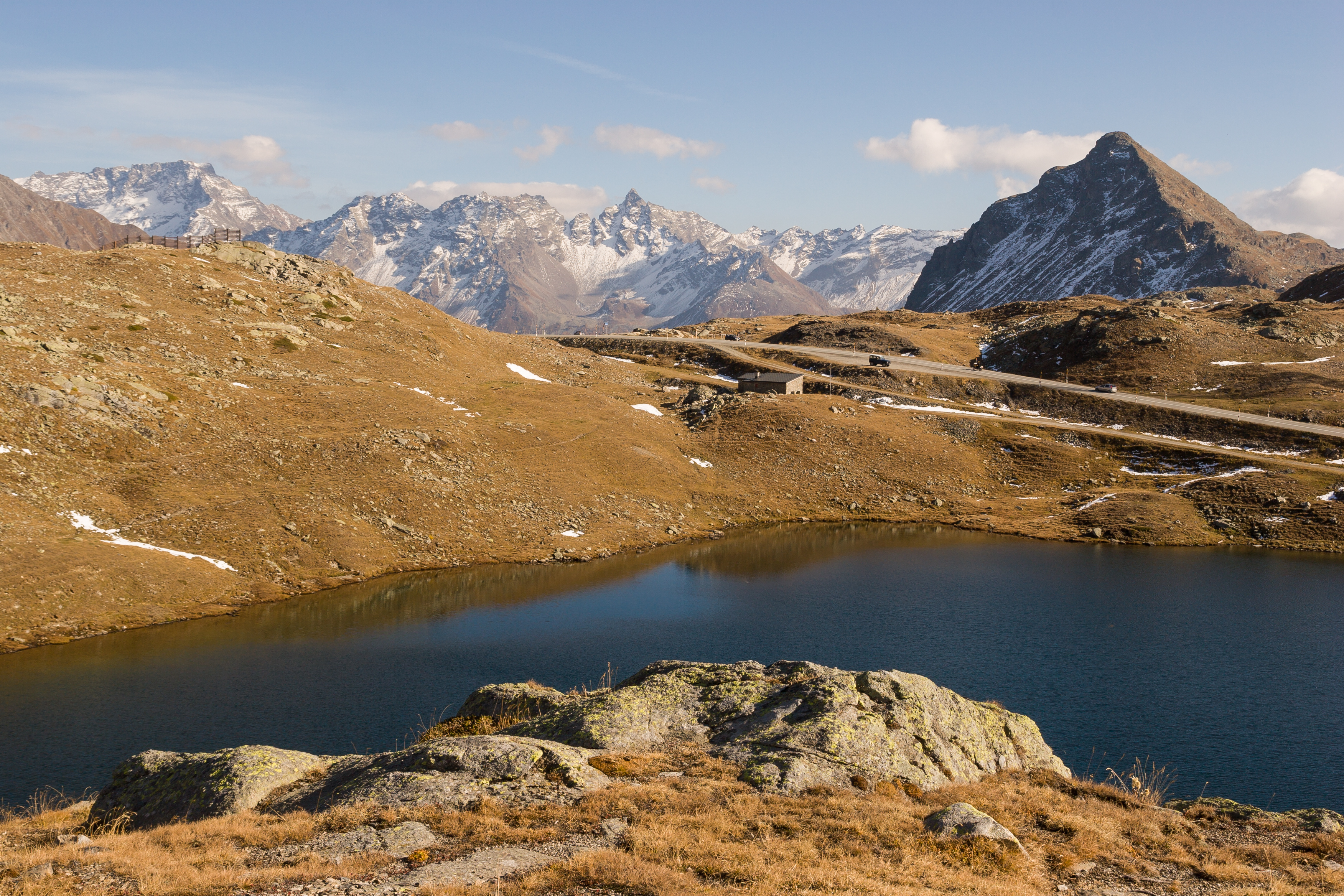
Le Lagh de la Cruseta et le col de la Bernina
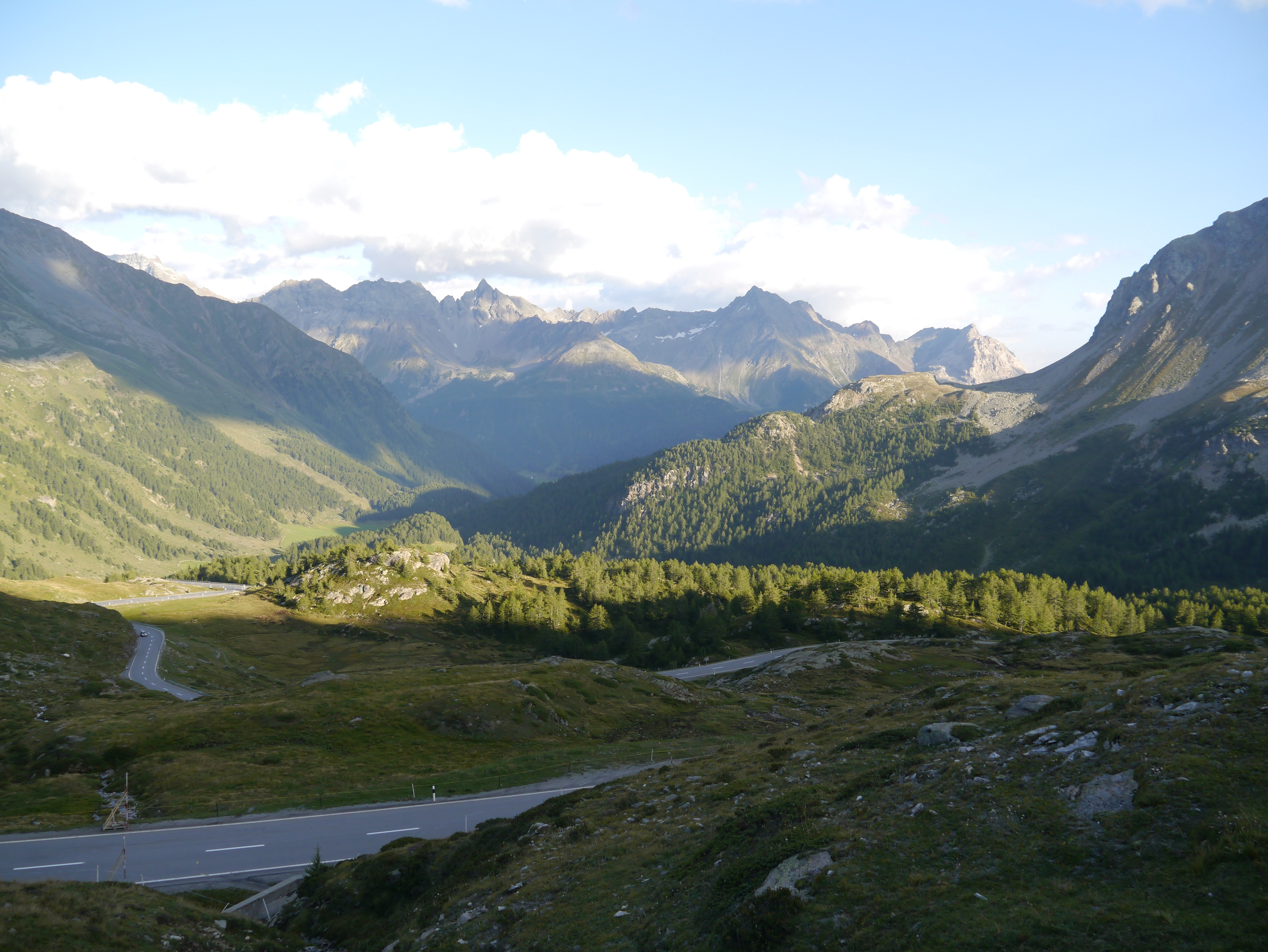
Lacets de la H29 sur le versant sud du col et vue sur le Val Poschiavo